# Gaston Paris (Fotograf)
Gaston Paris (1903–1964) war ein französischer Fotograf.
Er war Autodidakt und dokumentierte als Reporter vorwiegend in den 1930er Jahren das Leben in Paris. Seine Themen reichten von Porträts von Prominenten wie Edith Piaf über die Tänzerinnen der Folies Bergère bis zu Stahlkonstruktionen. Zahlreiche seiner Bilder erschienen in der Zeitschrift VU. Nach dem Zweiten Weltkrieg berichtete er aus dem besetzten Deutschland und Österreich.